# Takasugi Shinsaku

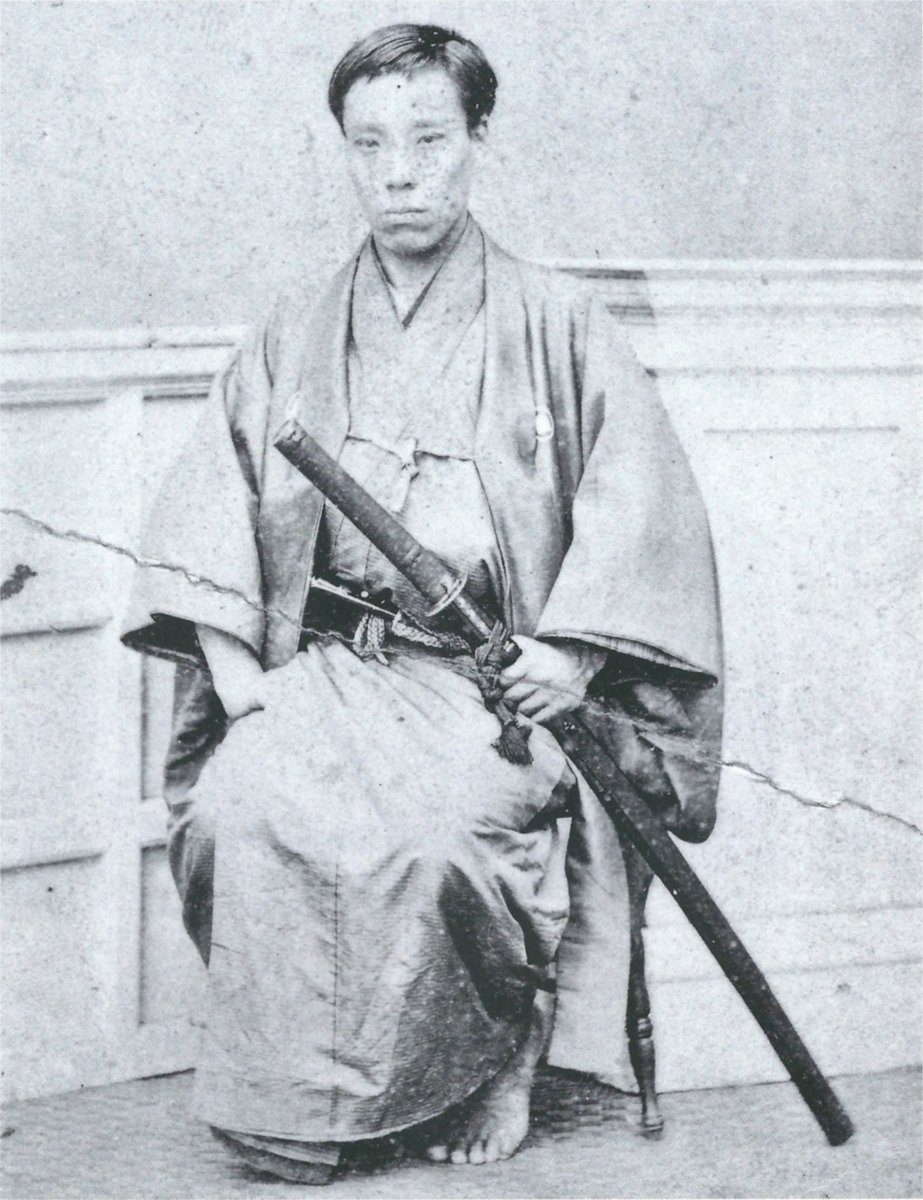
Shinsaku Takasugi

In deze Japanse naam is Takasugi de geslachtsnaam.
Takasugi Shinsaku (高杉晋作) (Hagi, 12 september 1839 - 17 mei 1867) was een samoerai uit het Chōshūdomein in Japan, die een belangrijke bijdrage leverde aan de Meiji-restauratie.

## Biografie
Takasugi werd op 12 september 1839 geboren als eerste zoon van een samoeraifamilie in Hagi, de hoofdstad van het Chōshūdomein. Op negenjarige leeftijd stierf hij bijna aan de pokken. Tijdens zijn vroege jeugd hield hij zich vooral bezig met het beoefenen van kenjutsu. Hij was de zoon van Takasugi Kochuta, een middelhoge samoerai van het domein.
Takasugi Shinsaku was een van de meest bedrijvige leiders uit Chōshū. In 1857, toen hij achttien jaar was, begon hij aan een militaire opleiding aan de Yoshida Shoinschool, waar hij een militaire opleiding volgde. In 1858 ging hij naar de militaire school Shoheiko, maar een jaar later keerde hij terug naar huis op last van de clan. Takasugi legde zich toe op het moderniseren van het militaire orgaan van Chōshū en werd de favoriete student van Yoshida Shoin. Binnen Chōshū was Takasugi - ondanks zijn jonge leeftijd - een zeer invloedrijke factor en bekend als een van de meest extreme verdedigers van het isolationistische Japanse beleid en daarmee van het verdrijven van buitenlanders uit Japan.
Ondanks dat Japans werd Takasugi door zijn domein gevraagd in het geheim naar Shanghai te reizen om daar de stand van zaken van de westerse machten te bepalen. Takasugi was erg geschokt door de voor hem westerse arrogantie en superioriteit, wat zijn anti-buitenlandse houding alleen maar versterkte. Dit kwam sterk overeen met het algemene gevoel van de Japanse samoeraiklasse, bij wie er een radicale en sterke beweging was om de buitenlanders te verdrijven en de keizer in zijn eer te herstellen (Sonnō Jōi Undō) ontstaan was, nadat commodore Matthew Calbraith Perry de opening van Japan in 1855 had afgedwongen en de voor Japan vernederende "ongelijke verdragen" met Europa en de Verenigde Staten waren ondertekend. Takasugi moest een van de meest vooraanstaande leiders van deze revolutionaire Sonnō Jōi-beweging in Chōshū worden en werd erg bekend bij de samoerai uit andere delen van Japan.
Om de buitenlanders te kunnen bevechten, kwam Takasugi op het revolutionaire idee om onregelmatige troepen (shotai) te gebruiken. Onder het feodale systeem mocht enkel de samoeraiklasse wapens dragen en oorlog voeren. Takasugi bevorderde de rekrutering van alle soorten mensen en creëerde zo nieuwe sociaal gemixte militie-eenheden. In deze eenheden waren rekrutering en promotie niet afhankelijk van de sociale status. Naast de traditionele vechters - de samoerai, die nog altijd de meerderheid vormden in de meeste shotai - werden ook boeren, handelaars, timmerlieden en zelfs sumoworstelaars en priesters aangeworven. Takasugi zag dat een gebruik van de financiële rijkdom van de handelaren uit de middenklasse en die van landbouwers de militaire macht van het domein kon verhogen, terwijl zijn financiën niet verder zouden verzwakken. Aangezien de leiders van Chōshū de sociale structuur van het domein niet konden (en wilden) veranderen, liet het beperkte gebruik van anderen dan samoerai hen toe een nieuw militair type te vormen zonder de traditionele maatschappij te verstoren. Om zijn activiteiten voor het shogunaat te verbergen, nam hij de schuilnaam Tani Umenosuke (谷梅之助) aan.

## Kiheitai 奇兵隊
In 1863 vormde Takasugi de speciale Kiheitai-eenheid. Deze bestond uit een driehonderdtal soldaten (waarvan ongeveer de helft samoerai) en werd de bekendste van alle shotai. Het werd ook een van de belangrijkste invloeden in de burgeroorlogen en het centrum van extremistische agitatie in het Chōshūdomein. Omdat in de zomer van 1863 een anti-Chōshūstaatsgreep in het nationale centrum Kyoto dreigde om de belangrijke rol van Chōshū in de nationale politiek in gevaar te brengen, werd Takasugi gevangengenomen door de autoriteiten van het domein.
Het domein had echter geen andere keuze dan terug te vallen op Takasugi door interne en externe crisissen. In 1863 viel Chōshū de westerse schepen in de straat van Shimonoseki aan als begin van de oorlog tegen de buitenlanders. Echter, in de zomer van 1864 slaan de Britse, Franse, Nederlandse en Amerikaanse zeemacht terug en bombarderen Shimonoseki, de belangrijkste haven van het Chōshūdomein. Het daarna volgende aan land komen van Franse troepen en hun gevecht tegen de eenheden van Chōshū, maakte iedereen duidelijk hoe inferieur de Japanse troepen waren tegen de modern uitgeruste westerse eenheden. Dit overtuigde de leiders van het domein van de absolute noodzaak voor een grondige militaire hervorming aan de westelijke grenzen. De administratie van het domein vroeg Takasugi om deze hervorming als hoofd van militaire zaken door te voeren. Bovendien werden hem (op 25-jarige leeftijd) ook nog vredesbesprekingen met de vier westerse mogendheden toevertrouwd.
Omdat het bestrijden van de westerse troepen geen optie was, realiseerde Takasugi zich dat Japan militaire tactiek, technieken en technologieën van hen moest leren. Takasugi was een van de eersten die dit besefte en reorganiseerde zijn Kiheitai tot een geweereenheid met westerse wapens en introduceerde de opleiding in westerse oorlogsvoering. Verder had hij ook een grote invloed op de ideologische ontwikkeling van de Sonnō Jōi-beweging. Hij wist dat een oorlog tegen de buitenlanders gedoemd was te falen. Daarom bevorderde Takasugi een verzoeningspolitiek naar het westen toe. Hierdoor evolueerde de beweging om de buitenlanders te verdrijven en de keizer in ere te herstellen in een pure anti-bakufubeweging met als enige doel het omverwerpen van het Tokugawaregime. Na de eerste bakufu-strafexpeditie in de herfst van 1864, konden de conservatieven, die een verzoening met het shogunaat goedkeurden om het domein te beveiligen, hun overheersing binnen Chōshū vernieuwen. Takasugi en sommige van zijn landgenoten moesten echter het domein verlaten om gevangenschap te vermijden. Met slechts een beperkt aantal aanhangers, onder wie toekomstige politieke leiders, zoals Yamagata Aritomo, Itō Hirobumi and Inoue Kaoru, verzamelde Takasugi en aanhangers in Kokura op het naburige eiland Kyūshū, bereidde hij een aanval voor op de conservatieven in Chōshū. Zij verzetten zich tegen de vernederende acceptatie aan de eisen van het shogunaat en vielen hun domein binnen. Hierdoor ontstond er een burgeroorlog op 13 januari 1865.
Takasugi en zijn Kiheitai speelden een belangrijke rol in deze burgeroorlog en bewezen hun militaire superioriteit tegen de ouderwetse samoeraitroepen. Zij hebben hardnekkig en soms met wreedheid gevochten, wetende dat als ze zouden falen, noch het bakufu, noch de conservatieven van Chōshū veel medeleven zouden tonen. Met een reeks snelle aanvallen bereikte Takasugi een overwinning in de wat en korte burgeroorlog was en in maart 1865 beveiligde hij zijn rol in de binnenlandse domeinpolitiek. Hij werd een van de belangrijkste leidende figuren van het beleid van het domein, bleef als domeindeskundige in westerse militaire wetenschap handelen en wijdde zijn inspanningen aan de invoer van wapens en het creëren van troepen. Deze hervormingen bleken een enorm succes toen Chōshū in 1866 op vier fronten overwinnaar werd tegen de tweede bakufustrafexpeditie, waarbij de Kiheitai op twee fronten de overwinning behaalde. Takasugi's inspanningen hadden een kleinschalige "oorlogsnatie" van Chōshū gemaakt, wat met geen enkel ander domein in Japan vergeleken kon worden omdat het vechten daar nog steeds een voorrecht van de samoeraiklasse was. Door Chōshū op militair vlak van het feodale systeem te verlossen, maakte Takasugi de weg vrij voor de reformisten van het domein. Dit alles leidde tot de overwinning van de Chōshūtroepen tegen het bakufu in de burgeroorlog van 1867-1868, die leidde tot de Meiji-restauratie en het einde van het bakufuregime.

## Zijn dood
Op de leeftijd van 28 jaar stierf Takasugi op 17 mei 1867 aan tuberculose. Hij was een centrale figuur in de Meiji-restauratie, maar door zijn vroegtijdige dood is hij geen belangrijke leider uit het Meiji-tijdperk geworden. In zijn thuisbasis Hagi wordt hij nog altijd herdacht als een belangrijke persoon die alle moeite heeft gedaan om de weg te openen naar modernisatie, verwestering en hervorming, zowel op militair gebied als op politiek en sociaal gebied. Zijn laatste woorden waren “Doe iets nuttig in deze nutteloze wereld.”
Een jaar na zijn dood verwezenlijkten zijn opvolgers zijn droom en werd het shogunaat verworpen. De Kiheitai werden in het begin van 1870 ontbonden, nadat het leger van de nieuwe centrale regering in Tokio werd gevormd.